# یاسین یعقوب
یاسین درزاده (زادهٔ ۹ تیر ۱۳۷۵ قطر) بازیکن فوتبال و عضو تیم باشگاه فوتبال الشمال قطر می‌باشد.

## باشگاه‌های قبلی
یاسین یعقوب کار خود را در الغرافه آغاز کرد و محصول سیستم جوانان الغرافه است. ویرایش در سال ۲۰۱۶ الغرافه را ترک کرد و با المرخیه قرارداد بست.
در ۳۱ اکتبر ۲۰۱۷، وی المرخیه را ترک کرد و با العربی قرارداد بست. در ۱۹ نوامبر ۲۰۱۷، یاسین یعقوب اولین بازی حرفه ای خود را برای العربی مقابل الریان در لیگ حرفه ای انجام داد و جایگزین طارق حامد شد. در ۸ سپتامبر ۲۰۲۰، وی العربی را ترک کرد و با الشمال قرارداد بست.